# Cabezo de Gavilanes
El Cabezo de Gavilanes es un pico de la sierra de Gredos y uno de los más importantes del sector oriental de ésta. Se encuentra al este del puerto del Pico. El vértice geodésico Cabezo situado en el límite entre los términos municipales de Serranillos y Gavilanes en la cima del pico se encuentra a una altitud de 2187,088 metros sobre el nivel del mar.